# Tears klippa
Tears klippa är del 3 i Robert Jordans fantasyserie Sagan om Drakens Återkomst (Wheel of Time). På engelska: The Dragon Reborn och den kom ut 1996. Den är översatt av Jan Risheden.
Bokens namn kommer av Tears klippa (engelska Stone of Tear), som är den borg som ligger i staden Tear. Den är 3000 år gammal och sägs ha varit ointaglig.
| Föregående bok: Drakens flykt | Sagan om Drakens Återkomst | Nästa bok: Skuggan växer |